# I LIKE Q
I LIKE Q byl český mikroplatební systém. Služba na českém trhu spuštěna 6. prosince 2000. Ve své době šlo o jeden z prvních evropských projektů mikroplatebních systémů, který pro účely hrazení malých částek při nákupech na internetu zavedl novou virtuální měnu Q. Mezi touto měnou a českou korunou existoval pevný směnný kurs v poměru 100 Q = 1 CZK. Pro používání systému si zájemce musel založit vlastní virtuální účet prostřednictvím registračního rozhraní na adrese. Tento virtuální účet mohl posléze naplnit měnou Q, a to:
- převodem prostředků z klasického bankovního účtu vedeného v korunách nebo
- návštěvou některého z partnerských serverů, který Q uděloval jako jistou formu kreditu, např. za vyplnění dotazníku či kliknutí na banner sponzora.

První koncept vzniknul v roce 1998, jako projekt dvou studentů: Jan Pálka a Pepe Rafaj. Projekt získal investora a provozovala ho společnost "Villusion, a.s." (název vznikl jako spojení slov: "virtual village" nebo "virtual & illusion").
Výchozí definice projektu I LIKE Q byla nastavena tak, aby existovala taková elektronická/digitální měna, která bude simulovat hotovostní oběživo. Vznikla tak první digitální měna "Q", která se původně jmenovala "chechták" a "eChechtak" (slagnové pojmenování pro peníze). 
Q je první písmeno na klávesnici, zároveň odkazuje na osobu majora Boothroyda, čili pana Q ze série James Bond.

## Počátky
Název "I LIKE Q" před oficiálním spuštěním vymyslel brandista Jan Kremláček.
Měna "Q" byla definována:
1. Q bylo plně kryto korunou českou, tato varianta byla testována pro první generaci I LIKE Q,
2. 1 Q bylo dále nedělitelné a odpovídalo 100 Q = 1 CZK, tedy 1 Q = 1 haléř,
3. I LIKE Q byl systém, do které se zapojovali obchodníci a občané tak, aby převody byly vždy online,
4. I LIKE Q umožňovalo účtovat transakční poplatky, avšak nebyly účtovány
5. Byly zpoplatněny pouze vklady a výběry Q ze systému,
6. Emise Q, byla kryta bází CZK na transparentním účtu vedenou u Expandia banky (později eBanka), což byla v té době jediná banka, která toto umožnovala.

Báze CZK na transparentním účtu odpovídala 100 násobku emitovaných Q v systému I LIKE Q, sice s drobným zpožděním, vyplývajícím z ne zcela online API nabízejícím bankovnictvím Expandia Banky.
Největším konkurenčním platebním kanálem v době vzniku I LIKE Q byla dobírka, platební karty se teprve jako platební mechanismus zaváděl, bankovní převody se v této době využívaly spíše jako platba složenkou.
Q bylo v obchodním podmínkách definováno jako "pohledávka za službami do systému I LIKE Q zapojených občanů a obchodníků", což odpovídalo legislativě roku 2000.
Tvůrci přišli postupně v dalších verzi s koncepty:
1. takzvaný "žebrací klobouk" - dobrovolné příspěvky pro tvůrce kontentu na webových stránkách,
2. pro platby v kamenném světě: "off-line Q token",
3. hodnocením chování uživatelů "flavours" = takzvané příchutě, což bylo přiřazování vah dle spotřebního chování uživatelů, které sloužily jako cílená reklama a hlavní zdroj příjmů I LIKE Q.

## Platba
Provozovatelem služby byla společnost Villusion a.s. Partnery systému I LIKE Q byly tehdejší Expandia Banka  a společnost Sun Microsystems, která zabezpečovala především hardware potřebný pro provoz systému. I LIKE Q měl charakter elektronické (virtuální) peněženky, která mohla být založena i anonymně (resp. bez kontroly poskytnutých osobních údajů). Peněženka umožňovala dva základní typy operací.
- Q-platby: Platby majitele virtuálního účtu za útraty uskutečněné na internetu. Platby bylo možno provádět v rozsahu 50 až 5 000 Q. Operace byla autorizována zadáním přístupového hesla.

- Q-převody: Transfery prostředků mezi různými elektronickými peněženkami i bankovními účty. Převody mohly být uskutečňovány od hodnoty 1 000 Q výše a k jejich provedení bylo nezbytné zadat tzv. bezpečnostní heslo peněženky.

###### Proces platby měnou Q u internetového obchodníka vypadal následovně:
1. Zákazník (majitel účtu na I LIKE Q) na stránkách internetového obchodního domu po umístění zboží do nákupního košíku zvolil variantu platby měnou Q
2. Poté byl systémem obchodníka přesměrován na platební bránu I LIKE Q
3. Nakupujícímu se zobrazila stránka se všemi základními údaji, kterými byly popis a cena vybraného zboží a název účtu internetového obchodu
4. Zákazník platbu autorizoval zadáním svého bezpečnostního hesla
5. V dalším kroku došlo k připsání platby na obchodníkův účet a poté i k distribuci zakoupeného zboží.

###### Uživatel se zřízením virtuálního účtu na I LIKE Q zavázal k dodržování několika základních pravidel:
- Udržovat maximální zůstatek na účtu ve výši 500 000 Q (5 000 CZK)
- Uskutečnit nejvyšší týdenní kreditní obratu 300 000 Q
- Uskutečnit nejvyšší týdenní debetního obratu 300 000 Q.

## Zabezpečení
Zabezpečení systému bylo provedenou ve dvou rovinách:
- dvěma typy hesel (přístupovým a bezpečnostním)
- 128bitovým šifrováním komunikace mezi stanicí uživatele a serverem v protokolu SSL.[2]

## Elektronické peníze
I LIKE Q a jeho "Qéčka" se řadily mezi tzv. balance-based peníze, představují nejběžnější podobu elektronických peněz. Jedná se o kladný či záporný zůstatek na účtu. Jednalo se mikroplatební model, tedy systém, který byl schopen ověřit každou platbu velice levně, zároveň však redukoval počet výpočetně náročných operací. Mohl také představovat kreditní schéma, kdy vzniká virtuální kredit (měna), pomocí níž jednotlivé uživatele můžeme odměňovat a tím i motivovat k požadovaným úkonům (návštěva webových stránek atd.). "Qéčka" byla ve své době velmi oblíbená na českém internetu a inspirovala další subjekty ve vytvoření obdobného řešení.
Dnes s odstupem pár let již můžeme říci, že celkové uživatelské přijetí mikroplatebních systémů bylo velmi pomalé. Mikroplatby nejsou novým pojmem, ale jejich přirozené začlenění do povědomí trvalo mnohem déle. Proto naprostá většina největších mikroplatebních projektů z let 1995 až 1999 již neexistuje. Nedá se říci, že by už dnes žádné čistě mikroplatební systémy neexistovaly. Pravě naopak, v posledních letech zažívají boom. 

## Použití
Během prvního měsíce činnosti bylo realizováno na 80 tisíc platebních transakcí, do kterých se zapojilo více než 2500 uživatelů a 10 internetových portálů. Jako první se do projektu zapojil server evidky.cz. Ze kterého si mohli uživatelé stáhnout povídky od českých spisovatelů Michala Viewegha a Ondřeje Neffa, kteří tu svá literární díla publikovali za 150 Q.
Elektronickou peněženku I LIKE Q v květnu 2001 zařadila i Pražská Energetika do svých platebních možností vedle placení za elektřinu inkasem, bankovním převodem, poštovní poukázkou, SIPO a platební kartou první platební metodou, která umožňuje on-line převody přes internet. “Implementací tohoto zajímavého platebního způsobu chceme v rámci naší strategie ePRE poskytovat novou službu zákazníkům a zároveň podporovat rozvoj platebních procesů na internetu,” říká analytik František Drahozal z PRE. Elektronickou peněženku I LIKE Q v té době používalo na 43 tisíc uživatelů internetu. PRE však byl první velkým zákazníkem z tradičních oborů.
V září 2001 přední český internetový prodejce knih Kosmas.cz zahájil přijímání plateb elektronickou peněženkou I LIKE Q. Vedle bankovního převodu nebo platební karty to byl další způsob bezpečného on-line placení. „Tímto krokem se rozšiřuje paleta platebních kanálů našeho obchodu o další, který zákazníkům zaručuje komfort, rychlost a bezpečnost celého procesu realizace objednávky,“ řekl Josef Žák z Kosmas.cz. „Navíc očekáváme, že touto cestou oslovíme široký okruh potenciálních zákazníků – uživatelů elektronické peněženky I LIKE Q“, kterou tou dobou používalo 69 tisíc lidí. V září též představila společnost Mobil Media a.s. nový server z rodiny iDNES Technet.cz. Server s podtitulem „můj digitální svět“ by se měl stát průvodcem světem hardwaru, softwaru a digitální spotřební elektroniky. Jedním z lákadel proč nový server navštívit byl i fakt, že za hodinu prohlížení mohli uživatelé získat až 30 korun prostřednictvím systému mikroplateb I LIKE Q.
Pomocí I LIKE Q se daly řešit nejen platby, ale také platby a příjem za reklamu na internetu. Po 11 měsících nepřetržitého provozu se I LIKE Q stalo zajímavým prostředkem pro nabídku nových produktů finančních institucí.
Prostřednictvím mediazastupitelství Hi-Media využili možnosti k oslovení 85 tisíc uživatelů I LIKE Q mimo jiné banky a pojišťovny: 
- ČSOB – bannery na e-banking
- GE Capital Bank – Hi-Splash na produkt Internet Banka
- Komerční banka – Hi-Splash na produkt Mojebanka
- Nationale Nederlanden – textová a bannerová reklama
- HVB Bank – Hi-splash na produkt Majordomus

V lednu 2002 s přidal přední internetový obchod potravinářského a nepotravinářského rychloobrátkového zboží Multimarket.cz nabízející svým zákazníkům další nový způsob placení. Zákazníci s elektronickou peněženkou I LIKE Q získali další rozšíření platebních možností. I LIKE Q začátkem roku 2002 používalo 97 tisíc lidí.
V květnu téhož roku platby Q akceptovali i Knihy iDNES i GameStore. 
Ke konci roku 2002 bylo v systému I LIKE Q podle údajů společnosti Villusion registrováno přes 120 000 uživatelů a cca 70 korporátních partnerů přijímajících měnu Q jako protihodnotu nabízeného zboží či služeb. 

## Ukončení
V souvislosti s přijetím ZoPS, který nastolil nový regulační rámec pro provozovatele elektronických platebních prostředků, se majitelé I LIKE Q rozhodli ukončit počátkem roku 2003 činnost systému. V měsíci lednu 2003 I LIKE Q přestal přijímat příchozí platby a umožnil pouze převody prostředků na bankovní účty či jejich utracení u smluvních obchodníků. 1. února 2003 služba definitivně zanikla a jejím uživatelům bylo po tomto datu umožněno toliko převádět dosud nevybrané prostředky na běžné účty. Systém I LIKE Q se tedy stal první službou, která skončila v přímém důsledku nově přijatých zákonných požadavků, které zpřísnily nároky na nebankovní provozovatele služeb elektronických platebních prostředků.  
I LIKE Q byla 23. 2. 2003. vynuceně ukončena zásahem ČNB, která provedla změnu zákona o platebním styku, kde poprvé definovala elektronické (digitální) peníze, jako pohledávku a tak měna Q začala spadat pod regulaci centrální banky a pro její provoz byla nutní bankovní licence, kterou Villusion a.s. nemohla v roce 2003 získat. 
Až o deset let později byly zavedeny tzv. malé licence pro poskytovatele platebních služeb malého rozsahu.

## Další informace

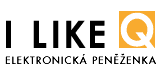

- První logo I LIKE Q, vytvořil designér Václav Vančura.[10]
- I LIKE Q položilo základy tzv, digitálním penězům centrálních bank CBDC.[11][12][13]
- I LIKE Q stálo za zrodem:
  - Platebního systému ILQpay, které je již držitelem platební licence ČNB,[14]
  - projektu Corrency a lokální měně corrent. Corrent je měna Q obohacená o "smart contracts".